# Abschnittsbefestigung Altes Schloss (Deinschwang)
Die Abschnittsbefestigung Altes Schloss ist eine abgegangene Abschnittsbefestigung, die 800 m südwestlich der Pfarrkirche St. Martin von Deinschwang, einem Gemeindeteil der Oberpfälzer Gemeinde Lauterhofen im Landkreis Neumarkt in der Oberpfalz, liegt. Die Anlage wird als Bodendenkmal unter der Aktennummer D-3-6634-0067 als „Abschnittsbefestigung vor- und frühgeschichtlicher Zeitstellung oder des Mittelalters“ geführt.

## Beschreibung
Die dreieckförmige Anlage liegt auf einer nach Nordwesten vorspringenden Nase des Freibergs, die im Westen und Norden von zwei Wasserläufen begleitet wird. Sie liegt ca. 40 m höher als der sich westlich befindliche Teufelsgraben. Die Anlage ist mit Wald überwachsen.